# M-Swift
M-Swift （エム・スウィフト）国境を越えたジーニアス『松下昇平』を中心とする音楽プロジェクト。

ハウス / ジャズ /クロスオーバー界の実力派プロデューサー / DJ。
2006年、IRMA recordsよりデビュー。また2008年にはポニーキャニオンよりメジャーデビュー。同年、コロムビアミュージックエンタテインメントからも別プロジェクトである“M-Swift Presents 24 Carat”でアルバムをリリースしている。

## 略歴
2007年にイタリアIRMA Recordsと契約、リリースしたアルバム「Morning Light」がワールドワイドにフロアヒット。その後、セカンドアルバム「Evening Sun」でメジャーデビュー。2011年アパレルブランドnano・universeとのコラボレーションでリリースされたアルバム『Sunshine of Love』はiTunesダンスチャート、またWasabeat総合チャート共に1位を獲得。
U.K.ニューソウルのボーカリスト『マーカス・ベッグ」とコラボレーションアルバムをリリースする等の海外のアーティストからの信頼も高く、ハウス / クロスオーバーシーンのトッププロデューサーとして確固たる地位を確立している。
遡ること2009年にはジャズプロジェクト『24-Carat』としてアルバム『Blue in Black』をリリース。そのジャズセンスをいかんなく発揮し、シングル曲「Cafe Bahia」はフランスJazzmin Recordsからリリースされ、ヨーロッパで著名DJのプレイリストを賑わした。
その一方で青山テルマのプロデュースや佐藤竹善のRemix、May’nや、アジアの歌姫シャリースのアレンジ、そして注目の女性Jazzシンガー松本ゆりふぁのアルバム「Blue」のフルプロデュースも手がけるなどダンスミュージックのみならず各方面でその才能を発揮。作曲、トラックメイキングはもちろん、ストリングス、ブラスアレンジまでこなすオールマイティーな才能として注目を集める。
映像音楽の分野でも多数のTV番組、CM音楽への楽曲提供、映画『スマグラー』、2012年沖縄映画祭出品作品『ワーキングホリデー』、ドラマ「だんらん」、「でたらめヒーロー」等の劇伴音楽、ABEMA TV、NHK、TBSなどの番組音楽も担当し幅広いフィールドで実力を発揮する。
2016年NHKで放送されたRIOオリンピックの公式サウンドロゴも手がけ話題を呼んだ。
また、2017年公開のディズニー映画「美女と野獣」では、プレミアム吹き替えオールスターズによる”Be our guest”のジャズアカペラアレンジを担当した。同動画は公開一ヶ月で18万アクセスを越えている。
現在NHK BS1で毎日放送中のワールドスポーツMLBでは番組テーマソング担当。ジャズセクステット、さらにストリングスも交えてのアレンジで評判となっている。
2018年1月に、ニューアルバムよりの先行ファースト・シングルとして「Come on up for a while (feat. Lex Cameron)」をデジタル配信/7インチで発売。iTunesジャズ・シングル・チャート第2位を記録し、話題となる。
セカンド・カットとなる「My City (feat. Natalie Oliveri)」は、2018年5月9日に発売。
また、アルバムのリード曲とも言える3rdシングルとなる「Lucky Star (feat. Nate James)」を、6月27日に発売。ヴォーカリストに “ネイト・ジェームス” を迎えた 極上のジャジー・ソウルで、ロバート・グラスパーなどのジャズ・ファンから、 R&B/ネオソウル・ファンも必聴の美メロ・ナンバーとなっており、こちらもiTunesジャズ・シングル・チャート第2位を記録。
2018年7月11日に、7年ぶりのニューアルバムとなる「Moving with The Changes」が発売。iTunesジャズチャート1位を記録。
また、同アルバムにも参加したニューヨークからのゲストボーカル ”ナタリー・オリヴェリ”を迎えた、フル編成によるアルバム・リリース・ツアーも、7月29日に東京”JZ Brat Sound of Tokyo”、7月30日に広島”広島クラブクアトロ”にて開催した。
また10月5日には" The Empire Bar at Hackney Empire"にてロンドンライブを行った。
2021年より松下昇平が見いだした女性アーティストXinUのプロデュースを行っている。2021年10月20日に配信限定シングル『ココカラ』のリリースによりXinUをデビューさせた。

## ディスコグラフィ

### シングル
1. Morning Light (feat. Vanessa Haynes) - 2006年9月25日
2. Kosmic Love (feat. Vanessa Haynes) - 2007年2月1日
3. Fantasy (feat. Vanessa Haynes) - 2007年8月2日
4. Feeling - 2009年5月4日
5. You Can Do It (feat. Gordon Chambers) - 2012年11月15日
6. Beautiful Days - 2013年5月15日
7. Come on up for a while feat. Lex Cameron - 2018年1月31日
8. My City feat. Natalie Oliveri - 2018年5月9日
9. Lucky Star feat. Nate James - 2018年6月27日

### アルバム

#### オリジナルアルバム
1. Morning Light - 2007年7月8日
2. Evening Sun - 2008年9月17日
3. Blue in Black - 2009年3月4日 - ライブジャズを柱とした新プロジェクト「24-Carat」のファーストアルバム。同アルバムに収録されている「Cafe Bahia」はフランスJazzmin Recordsからリリースされ、ヨーロッパで著名DJのプレイリストを賑わしている。
4. Mixin' - Japan Issue - Mixed by M-Swift - 2009年3月18日 - DJとして初のミックスCD「Mixin'」。同名のレギュラーパーティーもMICROCOSMOSでスタート。
5. Blue in Black - The Best Remixes  - 2010年5月26日
6. 12 Months & Sunshine of Love Deluxe edition [2枚組] - 2011年10月5日
7. WORKS [2枚組] - 2012年11月7日 - 1枚目に映画『ワーキング・ホリデー』オリジナルサウンドトラックを収録
8. Sunshine of Love - 2013年6月19日
9. The London Sessions "Moving with The Changes" - 2018年7月11日

### プロデュース
- 青山テルマ - ママへ  2008年発売
- May'n - モザイカ (アルバム “If you...” 収録曲) 2011年発売
- Marcus Begg - ALL BOUT MAIN (アルバムプロデュース)2011年発売
- Milky Bunny a.k.a. 益若つばさ- Baby Suger (アルバム“Milky Bunny”収録曲) 2012年発売
- 松本ゆりふぁ - Blue(アルバムプロデュース) 2014年発売
- May'n - Soliste(シングル“今日に恋色” 収録曲) 2014年発売
- XinU - （2021年より楽曲プロデュース）

### 劇伴
- 映画 スマグラー (2011年公開)
- 映画 ワーキングホリデー (2012年公開)
- ドラマ でたらめヒーロー 読売テレビ (2013年放送)
- 笑福亭仁鶴50周年記念ドラマ だんらん 関西テレビ (2013年放送)

### その他
- CM『ロッテ ガーナミルクチョコレート』  - CMソング青山テルマのプロデュースやリミックス。
- NHK語学講座(英語/スペイン/イタリア等）
- NHK Rio オリンピックサウンドロゴ
- NHK BS1 ワールドスポーツMLB オープニングテーマ曲
- ディズニー映画『美女と野獣』プレミアアム吹き替えオールスターズ "Be our Guest"